# Muzeul Pergamon
Muzeul Pergamon (în germană Pergamonmuseum) este situat pe Insula Muzeelor din Berlin. Clădirea a fost proiectată de Alfred Messel si Ludwig Hoffmann și a fost construită pe o perioadă de douăzeci de ani, din 1910 până în 1930. Muzeul Pergamon adăpostește clădiri monumentale precum Altarul Pergamon, Poarta Iștar din Babilon, Poarta Pieței din Milet reconstruită din ruinele găsite în Orientul Mijlociu, precum și Fațada Mshatta.
Muzeul este împărțit în colecția de antichități, colecția de obiecte din Orientul Mijlociu și colecția de artă islamică. Este vizitat de aproximativ 1.135.000 de turiști în fiecare an, ceea ce-l face să fie cel mai vizitat muzeu de artă din Germania (2007) și este una dintre cele  mai mari muzee de artă din țară.

## Origine

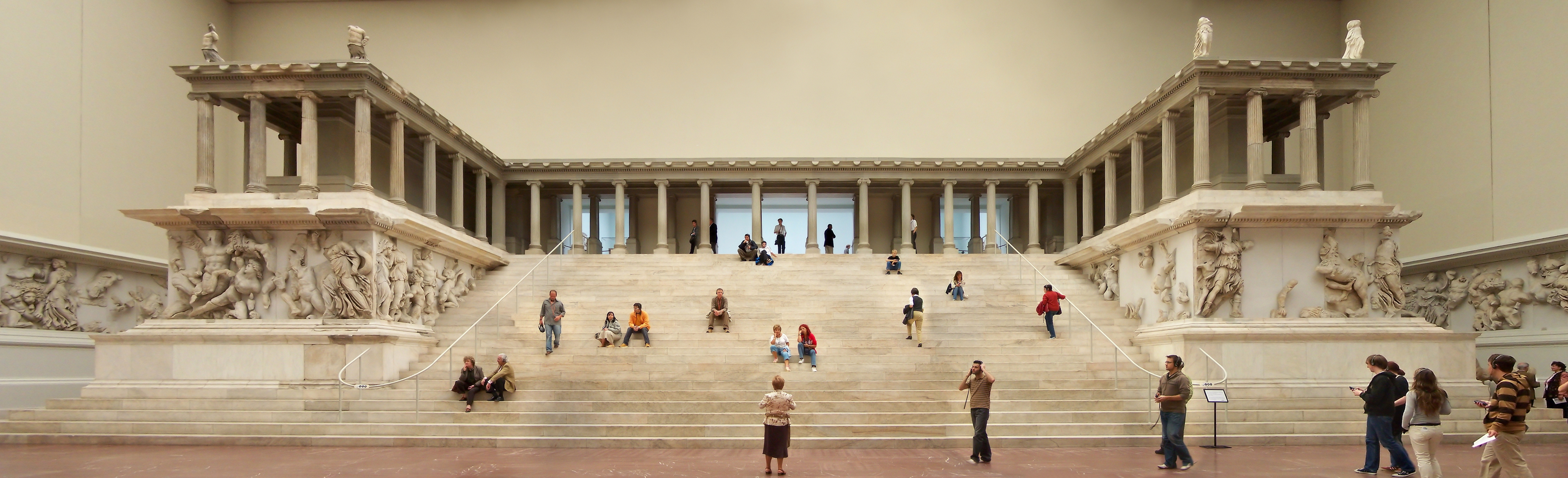
Altarul Pergamon

Odată cu deschiderea Kaiser-Friedrich-Museum pe Insula Muzeelor (astăzi Bodemuseum) în 1904, era evident că edificiul nu era suficient de mare pentru a găzdui toate obiectele de artă și comorile arheologice care erau excavate sub supravegherea germană. Săpături erau în curs de desfășurare în zonele localităților antice Babilon, Uruk, Assur, Milet, Priene și în Egiptul Antic, iar obiectele descoperite în aceste locuri nu puteau fi expuse în mod corespunzător în cadrul sistemului muzeal german existent. Wilhelm von Bode, director al Kaiser-Friedrich-Muzeu, a inițiat planurile de construcție ale unei clădiri noi a muzeului în apropiere pentru a adăposti obiectele vechi de arhitectură, obiectele de artă din Germania din perioada post-antichitate și obiectele de artă islamică și din Orientul Mijlociu.
Alfred Messel a început să proiecteze o clădire mare cu trei aripi în 1906. După moartea lui în 1909 prietenul lui Ludwig Hoffman a preluat sarcina de a continua proiectul și construcția clădirii a început în 1910, continuând în cursul Primului Război Mondial (1918) și a marii inflații din 1920. Clădirea a fost finalizată și inaugurată în 1930.
Muzeul Pergamon a fost grav avariat în timpul atacurilor aeriene asupra Berlinului de la sfârșitul celui de-al Doilea Război Mondial. Multe dintre obiectele expuse au fost depozitate în locuri sigure, iar unele dintre cele mai mari exponate au fost zidite pentru protecție. În 1945 Armata Roșie a adunat toate obiectele din muzeu fie ca pradă de război, fie, aparent, pentru a le salva de numeroasele jafuri și incendii ce aveau loc pe atunci la Berlin. Abia în 1958 majoritatea obiectelor confiscate de ruși au revenit în Germania de Est. Părți semnificative din colecție au rămas în Rusia. Unele dintre ele sunt în prezent depozitate în Muzeul Pușkin din Moscova și la Muzeul Ermitaj din Sankt Petersburg. Returnarea acestor elemente a fost stabilită printr-un tratat încheiat între Germania și Rusia, dar, din iunie 2003, este blocată de legea rusă a restituirii.

## Expoziție

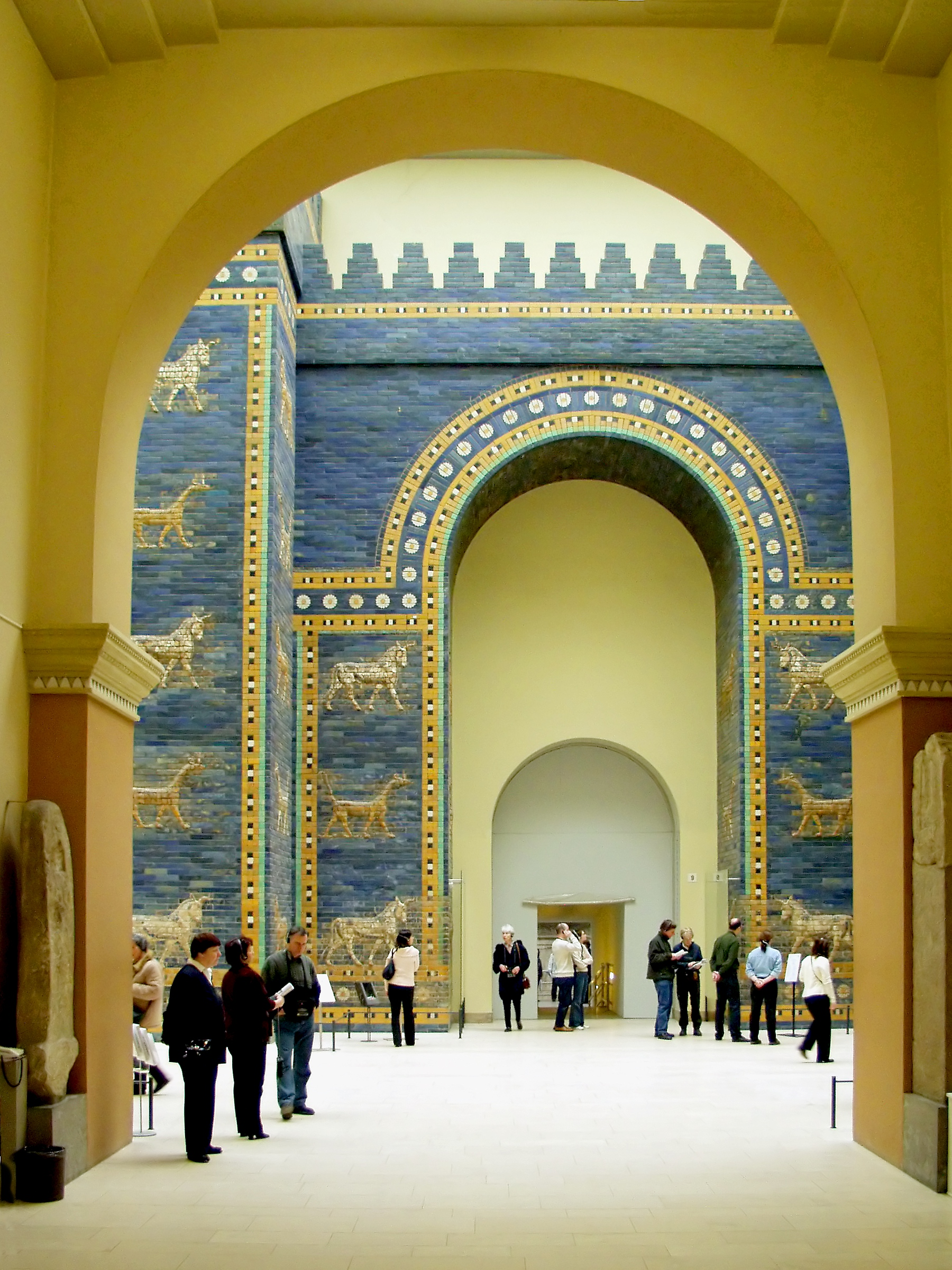
Poarta Iștar

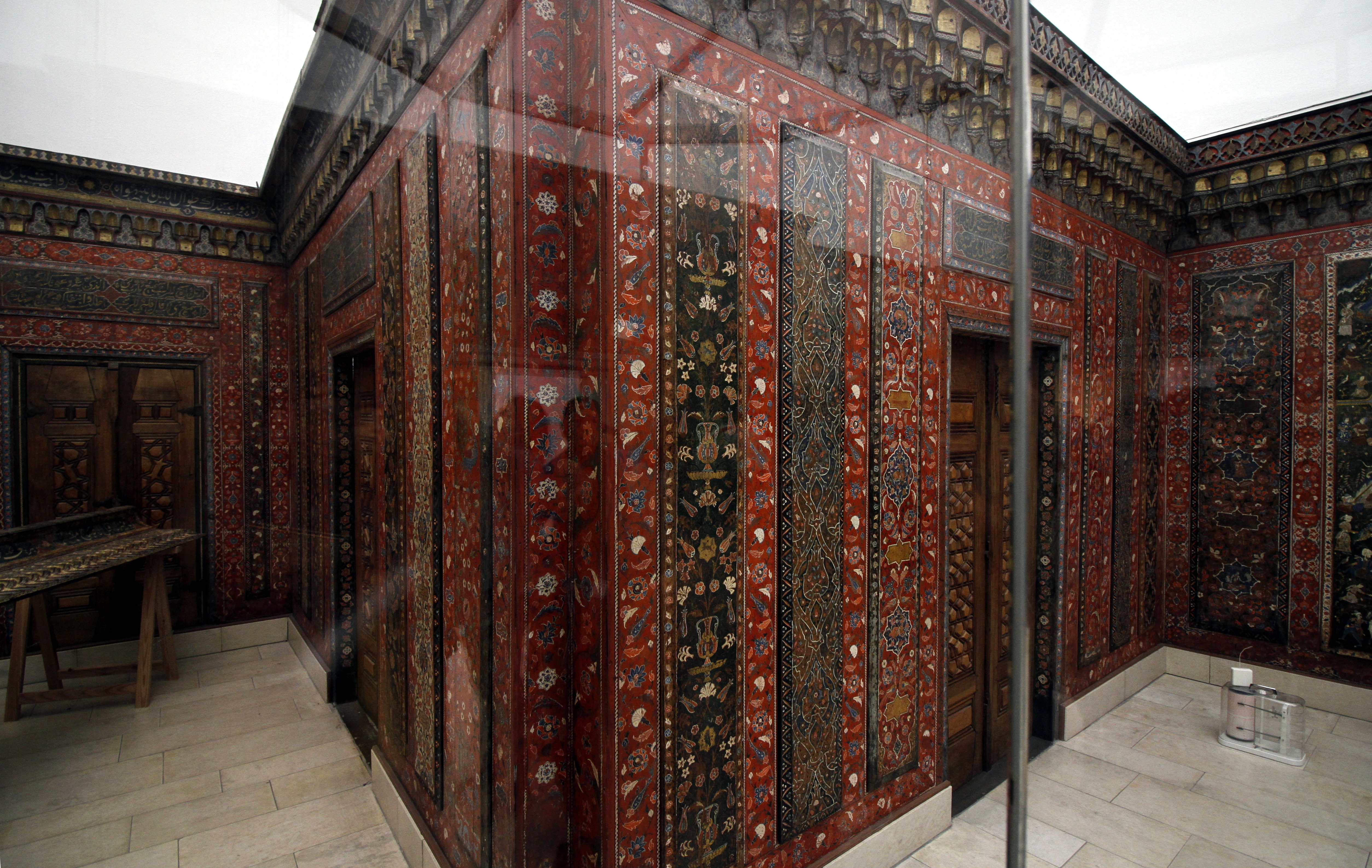
Camera Alep

Printre piesele expuse în muzeu sunt:
- Altarul Pergamon
- Poarta Pieței din Milet
- Poarta Iștar și Drumul Procesiunii, Babilon
- Fațada Mshatta
- Fragmentul Meissner din Epopeea lui Ghilgameș

### Colecția de Antichități(Antikensammlung)

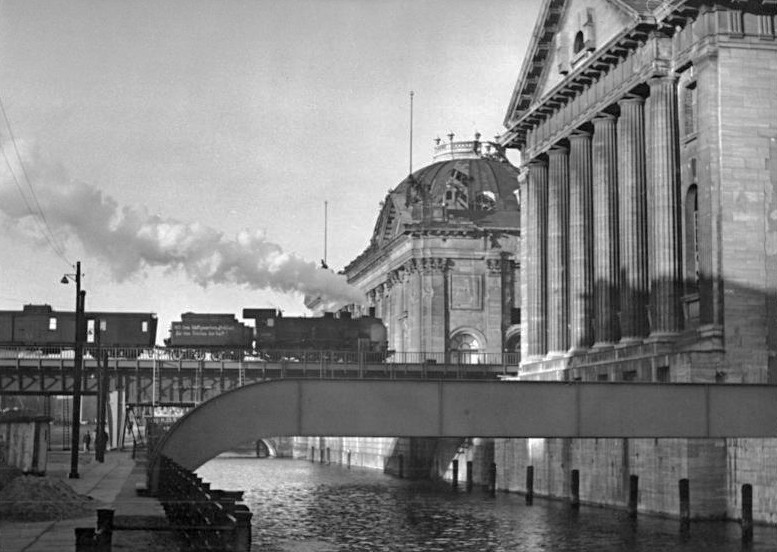
Insula Muzeelor cu Muzeul Pergamon și Bode Museum (1951).

Colecția de antichități a fost inițiată de prinții electori, sau Kurfürsten, de Brandenburg, care au adunat obiecte din antichitate; la baza ei se află o colecție achiziționată de un arheolog roman în 1698. Ea a devenit accesibilă (în parte) publicului în 1830, când a fost deschis Altes Museum. Colecția a fost extinsă foarte mult cu obiectele descoperite în urma săpăturilor din Olympia, Samos, Pergam, Milet, Priene, Magnesia, Cipru și Didyma.
Această colecție este împărțită între Muzeul Pergamon și Altes Museum.
Colecția conține sculpturi din perioada străveche până în epoca elenistă, precum și opere de artă ale antichității grecești și romane: arhitectură, sculpturi, inscripții, mozaicuri, bronzuri, bijuterii și ceramică.
Principalele exponate sunt Altarul Pergamon Altar din secolul 2 î.Hr., cu o friză sculpturală lungă de 113 metri care prezintă lupta dintre zei și giganți, și Poarta din Milet ce datează din Epoca Romană.
Ca urmare a faptului că Germania a fost împărțită în două țări după al Doilea Război Mondial, colecția a avut aceeași soartă. Muzeul Pergamon a fost redeschis în 1959 în Berlinul de Est, în timp ce obiectele rămase în Berlinul de Vest au fost expuse în Castelul Charlottenburg.

### Muzeul de Artă Islamică(Museum für Islamische Kunst)
Când a fost deschis Muzeul Bode în 1904, a fost deschisă o secțiune de artă islamică, care a fost inclusă mai târziu în Muzeul Pergamon (1950).
Pe lângă opere de artă islamică din secolul al VIII-lea până în secolul al XIX-lea, colectate din Spania până în India, principalul punct de atracție este Fațada Mshatta, care provine de la un palat neterminat din deșert din perioada islamică timpurie situat la sud de Amman, în Iordania. Acest exponat a fost un cadou oferit de sultanul otoman Abdul Hamid al II-lea împăratului Wilhelm al II-lea al Germaniei. Porțiuni din partea de est a fațadei și ruinele structurii din care a făcut parte au rămas în Iordania.
Un alt exponat unic este camera Alep, care a fost inițial o cameră de primire din casa unui negustor din Alep, Siria, amenajată în timpul Perioadei Otomane.
Muzeul de Artă Islamică găzduiește, de asemenea, în mod regulat expoziții temporare de artă modernă din lumea islamică, precum Turkish Delight (design turcesc contemporan) și Naqsh (Omul în Societatea și Arta Iraniană) din 2008.
În 2008, o parte a colecției Keir a lui Edmund de Unger, adăpostită inițial în casa lui din Ham, Surrey, a fost împrumutată Muzeului Pergamon pentru o perioadă inițială de 15 ani. Una dintre cele mai importante colecții particulare postbelice de artă islamică, aceasta acoperă întreaga lume islamică din epoca medievală până în secolul al XVIII-lea și include covoare, textile, manuscrise, coperte de cărți, ceramică, produse din metal și din sticlă.

### Muzeul Orientului Mijlociu(Vorderasiatisches Museum)

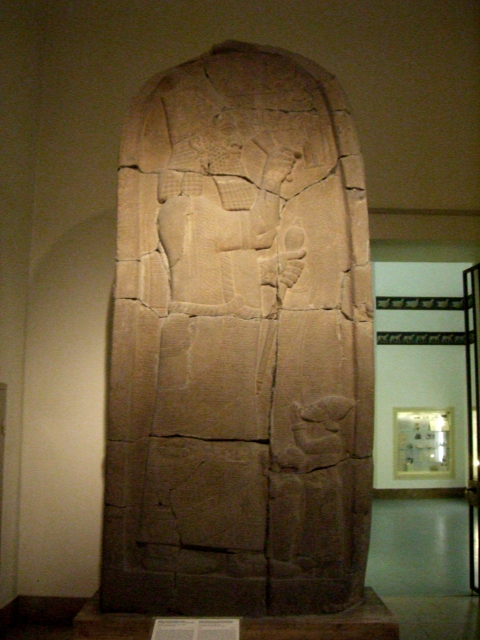
Stela victoriei lui Esarhaddon

Muzeul Orientului Mijlociu expune obiectele găsite de arheologii germani în zonele culturale asiriană, sumeriană și babiloniană. În plus, există clădiri istorice, basoreliefuri, alte obiecte culturale și bijuterii.
Principalul exponat este Poarta Iștar și Drumul de Procesiune de la Babilon, împreună cu fațada sălii tronului a lui Nabucodonosor al II-lea.
Vorderasiatisches Museum expune, de asemenea, fragmentul Meissner al Epopeii lui Ghilgameș.

## Planuri
Planul cuprinzător al autorităților germane pentru Insula Muzeelor include o extindere a Muzeului Pergamon către Neues Museum, Bodemuseum și Alte Nationalgalerie și un nou centru pentru vizitatori, Galeria James Simon. 
Un concurs de arhitectură desfășurat în anul 2000 a fost câștigat de Oswald Mathias Unger din Köln. Muzeul Pergamon va fi reamenajat în conformitate cu planul său, care presupune modificări controversate ale clădirilor rămase neschimbate din 1930. Clădirea actuală de intrare în Curtea de Onoare va fi înlocuită cu o a patra aripă, iar o alee subterană (Archäologische Promenade, promenada arheologică) va uni patru din cele cinci muzee.
De la sfârșitul lunii septembrie 2014 muzeul este parțial închis pentru renovare. Sala ce conține Altarul Pergamon va rămâne închisă pentru publicul larg. Redeschiderea era programată inițial pentru anul 2019. În noiembrie 2016 s-a dezvăluit faptul că renovarea nu se va putea încheia înainte de 2023, iar costurile estimate ale proiectului vor fi aproape duble, ajungând la 477 milioane de euro. Au fost descoperite două stații de pompare construite în pământ în perioada 1910-1930, ceea ce a cauzat creșterea costurilor și întârzieri în derularea lucrărilor. Cel puțin 60 de milioane de euro din creșterea costurilor se datorează în mod direct creșterii costurilor de construcție din ultima perioadă. De asemenea, s-a anunțat că un spațiu temporar de expoziție va fi construit vizavi de Insula Muzeelor, la mică distanță de Muzeul Pergamon. Acesta va găzdui o panoramă a vechiului oraș Berlin realizată de artistul berlinez Yadegar Asisi, o reconstrucție 3D a celebrului altar Pergamon de către Institutul Fraunhofer pentru cercetări în domeniul graficii computerizate și alte părți ale altarului printre care Friza Telephos. Clădirea temporară este programată a fi deschisă în primăvara anului 2018.